# 메시에 75
메시에 75는 궁수자리에 있는 구상 성단이다. 반지름은 약 67 광년 크기로, 왠만한 성단들 중에서 중간 정도의 크기이다.
1780년 피에르 메생이 발견하였다. 그는 ‘별이 없는 성운’이라고 했지만, 1780년 샤를 메시에는 ‘성운을 섞은 미성의 집합’이라고 보았다. 윌리엄 허셜은 “육안으로 보이지는 않지만, 파인더에 비친다. 메시에 3의 소형판과 같고, 별이 분해되어 창백하게 보인다”고 하였다. 스미스는 “반짝반짝 빛나는 몇 개의 별이 섞인 하얀 빛 덩어리”라고 했다.
구상성단으로는 밀도가 높은 부류에 속한다. 은하계 내의 메시에 천체로는 가장 멀리 위치해 있다. 은하계 중심부보다 훨씬 멀리 위치한다. 항성의 집중도가 높기 때문에, 크기에 비해서 밝게 보인다.

## 같이 보기
- 메시에 천체 목록